# Auaxa lanceolata
Auaxa lanceolata är en fjärilsart som beskrevs av Inoue 1992. Auaxa lanceolata ingår i släktet Auaxa och familjen mätare. Inga underarter finns listade i Catalogue of Life.